# Tiébélé
Tiébélé è un dipartimento del Burkina Faso classificato come comune, situato nella Provincia di Nahouri, facente parte della Regione del Centro-Sud.
Il dipartimento si compone del capoluogo e di altri 66 villaggi: Babougounia, Badabié, Badiembé, Ballérebié I, Ballérebié II, Banga-Corasbié, Banga-Tangassogo, Bapania, Bloc-AVV-V1, Bloc-AVV-V2, Bloc-AVV-V3, Bloc-AVV-V4, Boulnoma, Brébié, Cora-Lô, Coumpougoubié, Dollo-Tangassogo, Douabié, Doumpoabié-Tangassogo, Goribié, Gounia, Idénia-Kora, Idénia-Moa, Idénia-Tanga, Kabrikogagogo, Kahonia, Kassiré, Kassola, Kassongbié, Kaya-Fabolo, Kaya-Kaforo, Kaya-Kantiolo, Kaya–Korso, Kaya-Navio, Kaya–Poungou, Kollo, Kolonia-Tangassogo, Koubongo, Kuyou, Lagonia, Lira-Tangassogo, Lô-Caloa, Lô-Longo, Lô-Moulnia, Lô-Polobiéssan, Lô-Pouri, Lô-Sinon, Mankanon, Mankilinia-Tangassogo, Mantiogonia-Tangassogo, Mantiongogo, Moabié-Boungou, Nabénia, Namaguinia, Nioua, Ouédiabié-Tangassogo, Ouorobié-Tangassogo, Pioukouri-Tangassogo, Sangbabié, Sissoro, Tagnania, Tindonogo, Tiponi, Tiyalo, Yéléania e Zeguessiga.

## Architettura tipica
Il villaggio, denominato concessione è abitato da famiglie di etnia kassena e caratterizzato da edifici in terra cruda chiamati sonron. La concessione si distingue dal concetto consueto di villaggio innanzitutto perché è unifamiliare, inoltre diversamente dalle altre costruzioni tribali dell'Africa dell'Ovest, è fortificato. Le costruzioni all'interno hanno forma arrotondata, quasi senza finestre verso l'esterno, e, grande peculiarità, hanno le pareti esterne affrescate con disegni geometrici realizzati dalle donne sposate con argilla rossa e coloranti naturali. I disegni, apotropaici, rappresentano oggetti di vita quotidiana (tamburi, pelli di leopardo, miglio) e animali (serpenti, avvoltoi).
Il particolare impianto di questi villaggi aveva scopo difensivo: l'unico accesso immette in uno stretto e tortuoso corridoio che un eventuale intruso è obbligato a percorrere, esponendosi alla vista e al tiro degli abitanti della casa appostati sulle terrazze circostanti. Qualora comunque giungesse al cortile centrale, per penetrare nelle singole case, è necessario attraversare la bassa porta è mettersi a carponi e infilare per prima la testa, permettendo ai difensori della casa di troncargliela. All'interno poi si troverebbe nella quasi totale oscurità, alla mercé degli abitanti, molto più a loro agio nel proprio ambiente.
Massimo esempio di questo tipo di insediamento è la corte reale di Tiébélé, dal 2024 iscritta nella Lista dei patrimoni dell'umanità dell'UNESCO.
In febbraio Tiébélé ospita il FESCAT, Festival delle Arti e della Cultura di Tiébélé.